# Fast Forward (roman din 1995)
Fast Forward (tradus din germană: Străinul din oglindă) este un roman thriller, publicat în anul 1995 de scriitoarea americană  ‪Judy Mercer‬.

## Acțiune
O femeie (Ariel Gold) se trezește într-o cameră aflată în dezordine, pe patul plin cu pete de sânge se află un revolver. Femeia suferă de amnezie, ea încearcă să-și amintească de cele petrecute, neștiind dacă ea a comis sau nu, un omor.